# Islamophobie liée à la guerre de Gaza
Pour un article plus général, voir Guerre à Gaza depuis 2023.
 (août 2024).
Au lendemain de l'attaque du Hamas contre le sud d'Israël le 7 octobre 2023, une certaine hausse des commentaires et des sentiments islamophobes a été observée,,.

## Israël
Le 9 octobre, le ministre israélien de la Défense Yoav Gallant a qualifié les militants du Hamas dans la bande de Gaza d'« animaux humains », après le massacre de 1200 Israéliens, suscitant une controverse,,.
Des centaines d'Israéliens d'extrême droite auraient tenté de s'introduire dans les dortoirs d'étudiants palestiniens du collège universitaire de Netanya (en) en Israël en scandant Mort aux arabes (en). Les informations selon lesquelles les étudiants seraient à l'origine des réactions de la foule ont été infirmées par la police. D'autres risquent d'être suspendus de leurs études après avoir été accusés de soutien au terrorisme en raison de publications sur les réseaux sociaux exprimant leur soutien aux civils de Gaza.

## Amérique du Nord

### États-Unis
Le 11 octobre, un groupe de militants pro-israéliens a été accusé d'avoir agressé trois hommes palestiniens et arabo-américains à Brooklyn, New York,. Selon le NYPD, les assaillants ont crié des insultes anti-musulmanes lors de l'attaque.
Le 14 octobre, un homme de l'Illinois a poignardé un garçon américano-palestinien musulman de 6 ans, Wadea Al-Fayoume, et sa mère, Hanaan Shahin,. Le garçon est décédé et sa mère a été hospitalisée. L'attaque a été considérée comme un crime de haine par les forces de l'ordre et l'auteur a été inculpée comme tel,.
Le 31 octobre, NBC News a rapporté que le Conseil pour les relations américano-islamiques (en) (CIAR) a déclaré avoir reçu 774 demandes d'aide et rapports faisant état d'incidents de partialité de la part de musulmans à travers les États-Unis entre le 7 et le 24 octobre, soit un bond de 182 %. sur une période donnée de 16 jours l'année dernière. Le 9 novembre, le CAIR a indiqué avoir reçu 1 283 plaintes entre le 7 octobre et le 7 novembre.
Le 1er novembre, l’administration Biden a déclaré qu’elle tentait de lutter contre la montée de l’islamophobie,.

## Océanie

### Australie
Entre octobre et décembre 2023, l’Australie a connu une montée de l’islamophobie et de l'antisémitisme à la suite du déclenchement des hostilités entre Israël et le Hamas le 7 octobre,. L'Islamophobia Register Australia a enregistré 133 incidents islamophobes entre le 7 octobre et le 6 novembre 2023, notamment des crachats, des menaces contre des mosquées et des écoles musulmanes, des graffitis, des dommages matériels, des courriers haineux, des violences verbales et des abus en ligne. À titre de comparaison, le nombre moyen d’incidents islamophobes hebdomadaires avant le 7 octobre était en moyenne de 2,5 par semaine. La directrice exécutive de l'Islamophobia Register Australia, Sharara Attai, a déclaré qu'elle pensait que le nombre d'incidents islamophobes était supérieur à 133 et que l'islamophobie et les autres crimes haineux étaient souvent sous-estimés. En outre, la police de Victoria (en) a enregistré 12 incidents islamophobes entre le 7 octobre et le 9 novembre, qui ont donné lieu à une arrestation.
Au 2 décembre, le nombre d'incidents islamophobes enregistrés par le registre de l'islamophobie avait été multiplié par 13, pour atteindre 230 incidents sur une période de sept semaines. Parmi les incidents notables, citons un jeune garçon chrétien traité de terroriste en raison de son appartenance ethnique palestinienne, des femmes musulmanes dont le hijab a été arraché, et des australiens arabes et musulmans qui ont été doxés, ont reçu des menaces de mort et ont été licenciés de leur emploi pour avoir exprimé leur soutien. points de vue palestiniens ou participation à des rassemblements pro-palestiniens.

### Nouvelle-Zélande
À la mi-novembre 2023, le ministère néo-zélandais des Affaires intérieures (DIA) et The Disinformation Project ont signalé une recrudescence de l'islamophobie et de l'antisémitisme en Nouvelle-Zélande à la suite de la guerre à Gaza depuis 2023. Des contenus islamophobes ont fait surface sur les réseaux sociaux et sur les plateformes de jeux. Selon Kate Hannah, chercheuse au Disinformation Project, les musulmans et les palestiniens étaient souvent confondus avec le Hamas. De même, l'équipe de recherche sur la violence numérique de la DIA a également signalé une augmentation du contenu en ligne faisant référence à la fusillade de la mosquée de Christchurch en 2019. Le président de la fédération des associations islamiques de Nouvelle-Zélande (en) (FIANZ), Abdur Razzaq, a également signalé une augmentation du nombre de contenus en ligne appelant à des attaques contre des mosquées après le 7 octobre.

## Inde
Le 1er novembre 2023, lors d'un rassemblement, le ministre en chef de l'Uttar Pradesh, Yogi Adityanath, a déclaré : La solution contre les talibans est la masse de Bajrang Wali. Nous voyons comment Israël s'efforce actuellement d'écraser la mentalité des talibans à Gaza. les mesures appropriées pour garantir que leurs objectifs soient atteints,.